# Italië op de Olympische Zomerspelen 2004
Italië nam deel aan de Olympische Zomerspelen 2004 in Athene, Griekenland. Voor de derde keer op rij won het ten minste tien keer goud en dertig medailles in totaal.

## Medailleoverzicht
| Sport        | Olympiër | Discipline                 | Medaille |
| ------------ | --- | -------------------------- | -------- |
| Atletiek     | Stefano Baldini | marathon (m)               | Goud     |
| Atletiek     | Ivano Brugnetti | 20km snelwandelen (m)      | Goud     |
| Boogschieten | Marco Galiazzo | individueel (m)            | Goud     |
| Gymnastiek   | Igor Cassina | rekstok (m)                | Goud     |
| Schermen     | Andrea Cassara Salvatore Sanzo Simone Vanni | floret team (m)            | Goud     |
| Schermen     | Aldo Montano | sabel (m)                  | Goud     |
| Schermen     | Valentina Vezzali | floret (v)                 | Goud     |
| Schieten     | Andrea Benelli | skeet (m)                  | Goud     |
| Waterpolo    | Carmela Allucci Alexandra Araujo Silvia Bosurgi Francesca Conti Tania di Mario Elena Gigli Melania Grego Giusi Malato Martina Miceli Maddalena Musumeci Cinzia Ragusa Noémi Tóth Manuela Zanchi                                                                                            | vrouwen                    | Goud     |
| Wielrennen   | Paolo Bettini | wegwedstrijd (m)           | Goud     |
| Basketbal    | Gianluca Basile Massimo Bulleri Roberto Chiacig Giacomo Galanda Luca Garri Denis Marconato Michele Mian Gianmarco Pozzecco Nikola Radulović Alex Righetti Rodolfo Rombaldoni Matteo Soragna                                                                                                | mannen                     | Zilver   |
| Gymnastiek   | Elisa Blanchi Fabrizia D'Ottavio Marinella Falca Daniela Masseroni Elisa Santoni Laura Vernizzi | ritmisch team (v)          | Zilver   |
| Kanovaren    | Benjamino Bonomi Antonio Rossi | K-2 1000m (m)              | Zilver   |
| Kanovaren    | Josefa Idem Guerrini | K-1 500m (v)               | Zilver   |
| Schermen     | Salvatore Sanzo | floret (m)                 | Zilver   |
| Schermen     | Aldo Montano Gianpiero Pastore Luigi Tarantino | sabel team (m)             | Zilver   |
| Schermen     | Giovanna Trillini | floret (v)                 | Zilver   |
| Schietsport  | Giovanni Pellielo | trap (m)                   | Zilver   |
| Schietsport  | Valentina Turisini | 50m geweer 3 houdingen (v) | Zilver   |
| Volleybal    | Matej Černič Alberto Cisolla Paolo Cozzi Alessandro Fei Andrea Giani Luigi Mastrangelo Samuele Papi Damiano Pippi Andrea Sartoretti Venceslav Simeonov Paolo Tofoli Valerio Vermiglio | zaal (m)                   | Zilver   |
| Zwemmen      | Federica Pellegrini | 200m vrije slag (v)        | Zilver   |
| Atletiek     | Giuseppe Gibilisco | polsstokhoogspringen (m)   | Brons    |
| Boksen       | Roberto Cammarelle | +91kg (m)                  | Brons    |
| Gymnastiek   | Jury Chechi | ringen (m)                 | Brons    |
| Judo         | Lucia Morico | -78kg (v)                  | Brons    |
| Roeien       | Rossano Galtarossa Alessio Sartori | dubbel-twee (m)            | Brons    |
| Roeien       | Luca Agamennoni Dario Dentale Raffaello Leonardo Lorenzo Porzio | vier-zonder (m)            | Brons    |
| Roeien       | Catello Amarante Salvatore Amitrano Lorenzo Bertini Bruno Mascarenhas | lichte vier-zonder (m)     | Brons    |
| Schermen     | Andrea Cassara | floret (m)                 | Brons    |
| Voetbal      | Andrea Barzagli Daniele Bonera Cesare Bovo Giorgio Chiellini Simone Del Nero Daniele De Rossi Marco Donadel Matteo Ferrari Andrea Gasbarroni Alberto Gilardino Giandomenico Mesto Emiliano Moretti Angelo Palombo Ivan Pelizzoli Giampiero Pinzi Andrea Pirlo Giuseppe Sculli Marco Amelia | mannen                     | Brons    |
| Zeilen       | Alessandra Sensini | mistral (v)                | Brons    |
| Zwemmen      | Emiliano Brembilla Simone Cercato Filippo Magnini Massimiliano Rosolino | 4x200m vrije slag (v)      | Brons    |

## Deelnemers en resultaten per onderdeel

### Atletiek
| Olympiër                                                           | Onderdeel                | Resultaat | Prestatie                                                    |
| ------------------------------------------------------------------ | ------------------------ | --------- | ------------------------------------------------------------ |
| Simone Collio                                                      | 100m (m)                 | 29e       | serie 10: 4de in 10,27 kwartfinale 5: 6de in 10,29           |
| Andrew Howe                                                        | 200m (m)                 | 29e       | serie 6: 3de in 20,55 kwartfinale 4: 8ste in 21,19           |
| Marco Torrieri                                                     | 200m (m)                 | 24e       | serie 7: 3de in 20,68 kwartfinale 2: 6de in 20,89            |
| Andrea Longo                                                       | 800m (m)                 | 11e       | serie 8: 1ste in 1.46,75 halve finale 3: 4de in 1.45,97      |
| Giuseppe Maffei                                                    | 3000m steeplechase (m)   | DNF       | serie 1: niet gefinisht                                      |
| Marco Torrieri Simone Colli Massimiliano Donati Maurizio Checcucci | 4x100m (m)               | 12e       | serie 2: 5de in 38,79                                        |
| Stefano Baldini                                                    | marathon (m)             | Goud      | 2:10.55                                                      |
| Daniele Caimmi                                                     | marathon (m)             | 52e       | 2:23.07                                                      |
| Alberico Di Cecco                                                  | marathon (m)             | 9e        | 2:14.34                                                      |
| Ivano Brugnetti                                                    | 20km snelwandelen (m)    | Goud      | 1:19.40                                                      |
| Alessandro Gandellini                                              | 20km snelwandelen (m)    | DNF       | niet gefinisht                                               |
| Marco Giungi                                                       | 20km snelwandelen (m)    | 13e       | 1:23.30                                                      |
| Giovanni de Benedictis                                             | 50km snelwandelen (m)    | DSQ       | gediskwalificeerd                                            |
| Nicola Trentin                                                     | verspringen (m)          | 19e       | kwalificatie groep A: 11de met 7,86m                         |
| Fabrizio Donato                                                    | hink-stap-springen (m)   | 21e       | kwalificatie groep B: 10de met 16,45m                        |
| Nicola Ciotti                                                      | hoogspringen (m)         | 13e       | kwalificatie groep B: 7de met 2,25m                          |
| Alessandro Talotti                                                 | hoogspringen (m)         | 12e       | kwalificatie groep A: 4de met 2,28m finale: 12de met 2,25m   |
| Giuseppe Gibilisco                                                 | polsstokhoogspringen (m) | Brons     | kwalificatie groep A: 6de met 5,70m finale: 3de met 5,85m    |
| Nicola Vizzoni                                                     | kogelslingeren (m)       | 10e       | kwalificatie groep B: 6de met 76,84m finale: 10de met 74,27m |
| Paolo Casarsa                                                      | tienkamp (m)             | 28e       | 7404 punten                                                  |
|                                                                    |                          |           |                                                              |
| Benedetta Ceccarelli                                               | 400m horden (v)          | 24e       | serie 2: 5de in 56,28                                        |
| Monika Niederstätter                                               | 400m horden (v)          | 17e       | serie 1: 4de in 55,57                                        |
| Rosaria Console                                                    | marathon (v)             | 16e       | 2:35.56                                                      |
| Bruna Genovese                                                     | marathon (v)             | 10e       | 2:32.50                                                      |
| Rossella Giordano                                                  | 20km snelwandelen (v)    | 11e       | 1:30.39                                                      |
| Elisabetta Perrone                                                 | 20km snelwandelen (v)    | 18e       | 1:32.21                                                      |
| Elisa Rigaudo                                                      | 20km snelwandelen (v)    | 6e        | 1:29.57                                                      |
| Fiona Mei                                                          | verspringen (v)          | 28e       | kwalificatie groep A: 16de met 6,38m                         |
| Simona la Mantia                                                   | hink-stap-springen (v)   | 17e       | kwalificatie groep B: 7de met 14,39m                         |
| Magdelin Martinez                                                  | hink-stap-springen (v)   | 7e        | kwalificatie groep A: 5de met 14,57m finale: 7de met 14,85m  |
| Claudia Coslovich                                                  | speerwerpen (v)          | 14e       | kwalificatie groep A: 9de met 60,58m                         |
| Elisabetta Marin                                                   | speerwerpen (v)          | 30e       | kwalificatie groep B: 14de met 56,34m                        |
| Ester Balassini                                                    | kogelslingeren (v)       | 26e       | kwalificatie groep A: 13de met 65,58m                        |
| Clarissa Claretti                                                  | kogelslingeren (v)       | 28e       | kwalificatie groep A: 15de met 65,08m                        |

### Basketbal
| Olympiër | Onderdeel | Resultaat | Prestatie |
| --- | --------- | --------- | --- |
| Gianluca Basile Massimo Bulleri Roberto Chiacig Giacomo Galanda Luca Garri Denis Marconato Michele Mian Gianmarco Pozzecco Nikola Radulović Alex Righetti Rodolfo Rombaldoni Matteo Soragna | mannen    | Zilver    | groep A: 2de W van Nieuw-Zeeland: 71-69 V van Servië en Montenegro: 72-74 V van Spanje: 63-71 W van China: 89-52 W van Argentinië: 76-75 kwartfinale: W van Puerto Rico: 83-70 halve finale: W van Litouwen: 100-91 finale: V van Argentinië: 69-84 |

| Groep A |                      |             |             |             |        |        |        |        |
| #       | Land                 | Wedstrijden | Wedstrijden | Wedstrijden | Punten | Punten | Punten | Punten |
| #       | Land                 | G           | W           | V           | V      | T      | Saldo  | Punten |
| 1       | Spanje               | 5           | 5           | 0           | 405    | 349    | +56    | 10     |
| 2       | Italië               | 5           | 3           | 2           | 371    | 341    | +30    | 8      |
| 3       | Argentinië           | 5           | 3           | 2           | 414    | 396    | +18    | 8      |
| 4       | China                | 5           | 2           | 3           | 303    | 382    | -79    | 7      |
| 5       | Nieuw-Zeeland        | 5           | 1           | 4           | 399    | 413    | -14    | 6      |
| 6       | Servië en Montenegro | 5           | 1           | 4           | 377    | 388    | -11    | 6      |

| Ronde        | Datum  | Plaats               | Land   | Score         | Land |
| ------------ | ------ | -------------------- | ------ | ------------- | ---- |
| Groepsfase   |        |                      |        |               |      |
| 15 augustus  | Athene | Italië               | 71-69  | Nieuw-Zeeland |      |
| 17 augustus  | Athene | Servië en Montenegro | 74-72  | Italië        |      |
| 19 augustus  | Athene | Italië               | 63-71  | Spanje        |      |
| 21 augustus  | Athene | Nieuw-Zeeland        | 52-89  | Italië        |      |
| 23 augustus  | Athene | Italië               | 76-75  | Argentinië    |      |
| Kwartfinale  |        |                      |        |               |      |
| 26 augustus  | Athene | Italië               | 83-70  | Puerto Rico   |      |
| Halve finale |        |                      |        |               |      |
| 27 augustus  | Athene | Italië               | 100-91 | Litouwen      |      |
| Finale       |        |                      |        |               |      |
| 28 augustus  | Athene | Italië               | 69-84  | Argentinië    |      |

### Boksen
| Olympiër           | Onderdeel | Resultaat | Prestatie |
| ------------------ | --------- | --------- | --- |
| Alfonso Pinto      | -48kg (m) | 5e        | 1ste ronde: W van NGR Okon: scheidsrechterlijke beslissing 2de ronde: W van COL Tamara: 49-35 kwartfinale: V van TUR Yalcinkaya: 24-33 |
| Domenico Valentino | -60kg (m) | 5e        | 1ste ronde: vrij 2de ronde: W van IRI Asheri: 37-18 kwartfinale: V van KAZ Yeleuov: 23-29                                              |
| Michele di Rocco   | -64kg (m) | 5e        | 1ste ronde: W van VEN Rojas: 37-30 2de ronde: W van AUS Nourian: 33-25 kwartfinale: V van ROU Gheorghe: 18-29                          |
| Domenico Valentino | -81kg (m) | 9e        | 1ste ronde: vrij 2de ronde: V van USA Ward: 9-17                                                                                       |
| Daniel Betti       | -91kg (m) | 9e        | 1ste ronde: V van BLR Zuyev: scheidsrechterlijke beslissing                                                                            |
| Roberto Cammarelle | +91kg (m) | Brons     | 1ste ronde: W van NGR Oluokun: 29-13 kwartfinale: W van UKR Mazikin: 23-21 halve finale: V van RUS Povetkin: 19-31                     |

### Boogschieten
| Olympiër                                       | Onderdeel       | Resultaat | Prestatie |
| ---------------------------------------------- | --------------- | --------- | --- |
| Ilario Di Buò                                  | individueel (m) | 9e        | plaatsingsronde: 19de met 659 punten 1ste ronde: W van SWE Eriksson: 151-146 2de ronde: W van NED van Alten: 164-160 3de ronde: V van ITA Galiazzo: 155-162 |
| Michele Frangilli                              | individueel (m) | 17e       | plaatsingsronde: 24ste met 654 punten 1ste ronde: W van INA Lockoneco: 153-141 2de ronde: V van JPN Yamamoto: 154-162 |
| Marco Galiazzo                                 | individueel (m) | Goud      | plaatsingsronde: 3de met 672 punten 1ste ronde: W van TGA Taumoepeau: 156-122 2de ronde: W van MEX Serrano: 164-163 3de ronde: W van ITA Di Buò: 162-155 kwartfinale: W van USA: 109-108 halve finale: W van GBR Godfrey: 110-108 finale: W van JPN Yamamoto: 111-109 |
| Ilario Di Buò Michele Frangilli Marco Galiazzo | team (m)        | 5e        | plaatsingsronde: 3de met 1985 punten 1ste ronde: vrij kwartfinale: V van Verenigde Staten: 240-243 |
|                                                |                 |           | |
| Natalia Valeeva                                | individueel (v) | 33e       | plaatsingsronde: 9de met 650 punten 1ste ronde: V van PHI Figueroa: 130-132 |

### Gymnastiek
| Olympiër                                                                                        | Onderdeel                | Resultaat | Prestatie                                                        |
| Ritmisch                                                                                        | Ritmisch                 | Ritmisch  | Ritmisch                                                         |
| ----------------------------------------------------------------------------------------------- | ------------------------ | --------- | ---------------------------------------------------------------- |
| Laura Zacchilli                                                                                 | individueel (v)          | 13e       | kwalificatie: 13de met 94,100 punten                             |
| Elisa Blanchi Fabrizia D'Ottavio Marinella Falca Daniela Masseroni Elisa Santoni Laura Vernizzi | team (v)                 | Zilver    | kwalificatie: 2de met 48,17 punten finale: 2de met 49,450 punten |
| Trampoline                                                                                      |                          |           |                                                                  |
| Flavio Cannone                                                                                  | trampoline (m)           | 13e       | kwalificatie: 13de met 57,60 punten                              |
| Turnen                                                                                          |                          |           |                                                                  |
| Igor Cassina                                                                                    | rekstok (m)              | Goud      | kwalificatie: 2de met 9,775 punten finale: 1ste met 9,813 punten |
| Jury Chechi                                                                                     | ringen (m)               | Brons     | kwalificatie: 4de met 9,762 punten finale: 3de met 9,812 punten  |
| Matteo Morandi                                                                                  | ringen (m)               | 5e        | kwalificatie: 3de met 9,775 punten finale: 5de met 9,800 punten  |
| Igor Cassina                                                                                    | individuele meerkamp (m) | 34e       | kwalificatie: 34ste met 54,849 punten                            |
| Matteo Morandi                                                                                  | individuele meerkamp (m) | 41e       | kwalificatie: 41ste met 53,974 punten                            |
| Enrico Pozzo                                                                                    | individuele meerkamp (m) | 44e       | kwalificatie: 44ste met 52,812 punten                            |
| Matteo Angioletti Alberto Busnari Igor Cassina Jury Chechi Matteo Morandi Enrico Pozzo          | individuele meerkamp (m) | 12e       | kwalificatie: 12de met 221,431 punten                            |
|                                                                                                 |                          |           |                                                                  |
| Monica Bergamelli                                                                               | individuele meerkamp (v) | 54e       | kwalificatie: 54ste met 34,712 punten                            |
| Maria Teresa Gargano                                                                            | individuele meerkamp (v) | 48e       | kwalificatie: 48ste met 35,324 punten                            |

### Honkbal
| Olympiër | Onderdeel | Resultaat | Prestatie |
| --- | --------- | --------- | --- |
| Luca Bischeri James Buccheri Frankrijksco Casolari Mario Chiarini Davide Dallospedale Seth la Fera David Francia Daniele Frignani Claudio Liverziani William Lucena Marcello Malagoli Michael Marchesano Anthony Massimino Giuseppe Mazzanti Fabio Milano Peter Nyari Kasey Olenberger Giovanni Pantaleoni Vincent Parisi Jairo Ramos-Gizzi Carlo Richetti David Rollandini Riccardo de Santis Igor Schiavetti | mannen    | 8e        | groepsfase: 8ste V van Japan: 0-12 V van Canada: 3-9 V van Australië: 0-6 V van Nederland: 4-10 W van Chinees Taipei: 5-4 V van Griekenland: 7-12 V van Cuba: 0-5 |

| Groepsfase |                |             |             |             |
| #          | Land           | Wedstrijden | Wedstrijden | Wedstrijden |
| #          | Land           | G           | W           | V           |
| 1          | Japan          | 7           | 6           | 1           |
| 2          | Cuba           | 7           | 6           | 1           |
| 3          | Canada         | 7           | 5           | 2           |
| 4          | Australië      | 7           | 4           | 3           |
| 5          | Chinees Taipei | 7           | 3           | 4           |
| 6          | Nederland      | 7           | 2           | 5           |
| 7          | Griekenland    | 7           | 1           | 6           |
| 8          | Italië         | 7           | 1           | 6           |

| Ronde       | Datum  | Plaats         | Land | Score       | Land |
| ----------- | ------ | -------------- | ---- | ----------- | ---- |
| Groepsfase  |        |                |      |             |      |
| 15 augustus | Athene | Italië         | 0-12 | Japan       |      |
| 16 augustus | Athene | Canada         | 9-3  | Italië      |      |
| 17 augustus | Athene | Italië         | 0-6  | Australië   |      |
| 18 augustus | Athene | Nederland      | 10-4 | Italië      |      |
| 20 augustus | Athene | Chinees Taipei | 4-5  | Italië      |      |
| 21 augustus | Athene | Italië         | 7-12 | Griekenland |      |
| 22 augustus | Athene | Italië         | 0-5  | Cuba        |      |

### Judo
| Olympiër         | Onderdeel  | Resultaat | Prestatie |
| ---------------- | ---------- | --------- | --- |
| Roberto Meloni   | -81kg (m)  | 9e        | 1ste ronde: W van POR Delgado: yuko 2de ronde: V van RUS Nossov: yuko herkansingen: W van JPN Tomouchi: waza-ari herkansingen 2: V van BRA Canto: waza-ari                                                          |
| Francesco Lepre  | -90kg (m)  | 13e       | 1ste ronde: V van GEO Zviaduari: ippon herkansingen: V van RUS Taoc: ippon |
| Francesco Lepre  | -100kg (m) | 17e       | 1ste ronde: W van CAN Gill: ippon 2de ronde: V van ISR Ze'evi: ippon |
| Paolo Bianchessi | +100kg (m) | 5e        | 1ste ronde: W van KOR Kim: waza-ari 2de ronde: W van UKR Polyanskyy: waza-ari kwartfinale: W van NED van der Geest: koka halve finale: V van JPN Suzuki: ippon bronzen finale: V van EST Pertelson: ippon           |
|                  |            |           | |
| Giuseppina Macrì | -48kg (v)  | 14e       | 1ste ronde: vrij 2de ronde: V van CHN Gao: ippon |
| Cinzia Cavazzuti | -57kg (v)  | 7e        | 1ste ronde: V van NED Gravenstijn: ippon herkansingen: W van USA Wilson: yuko herkansingen 2: W van BRA Zangrando: yuko herkansingen 3: V van ESP Fernández: yuko                                                   |
| Ylenia Scapin    | -63kg (v)  | 14e       | 1ste ronde: V van PRK Hong: koka |
| Lucia Morico     | -78kg (v)  | Brons     | 1ste ronde: vrij 2de ronde: W van CAN Cotton: ippon kwartfinale: V van JPN Anno: waza-ari herkansingen: W van VEN Pinto: ippon herkansingen 2: W van BRA Silva: waza-ari bronzen finale: W van UKR Matrosova: ippon |
| Barbara Andolina | +78kg (v)  | 9e        | 1ste ronde: vrij 2de ronde: W van MEX Zambotti: ippon kwartfinale: V van RUS Donguzashbili: ippon herkansingen: V van KOR Choi: waza-ari                                                                            |

### Kanovaren
| Olympiër                       | Onderdeel      | Resultaat | Prestatie                                                                         |
| Slalom                         | Slalom         | Slalom    | Slalom                                                                            |
| ------------------------------ | -------------- | --------- | --------------------------------------------------------------------------------- |
| Andrea Benetti Erik Masoero    | C-2 slalom (m) | 6e        | voorronde: 10de in 238,15 halve finale: 5de in 106,40 finale: 6de in 220,06       |
| Pierpaolo Ferrazzi             | K-1 slalom (m) | 19e       | voorronde: 19de in 201,93 halve finale: 19de in 103,07                            |
|                                |                |           |                                                                                   |
| Maria Cristina Giaipron        | K-1 slalom (v) | 8e        | voorronde: 13de in 230,77 halve finale: 6de in 109,27 finale: 8ste in 229,36      |
| Vlakwater                      |                |           |                                                                                   |
| Andrea Facchin                 | K-1 500m (m)   | 9e        | serie 2: 4de in 1.40,025 halve finale 3: 3de in 1.40,387 finale: 9de in 1.41,575  |
| Andrea Facchin                 | K-1 1000m (m)  | 20e       | serie 2: 5de in 3.36,492 halve finale 3: 8ste in 3.39,510                         |
| Antonio Rossi Beniamino Bonomi | K-2 500m (m)   | 8e        | serie 2: 5de in 1.33,565 halve finale 1: 3de in 1.31,830 finale: 8ste in 1.30,304 |
| Antonio Rossi Beniamino Bonomi | K-2 1000m (m)  | Zilver    | serie 1: 6de in 3.14,060 halve finale: 2de in 3.12,597 finale: 2de in 3.19,484    |
|                                |                |           |                                                                                   |
| Josefa Idem                    | K-1 500m (v)   | Zilver    | serie 2: 2de in 1.50,466 halve finale 2: 1ste in 1.50,844 finale: 2de in 1.49,729 |

### Moderne vijfkamp
| Olympiër          | Onderdeel | Resultaat | Prestatie   |
| ----------------- | --------- | --------- | ----------- |
| Enrico Dell'Amore | mannen    | 26e       | 4928 punten |
| Andrea Valentini  | mannen    | 19e       | 5084 punten |
|                   |           |           |             |
| Claudia Corsini   | vrouwen   | 4e        | 5324 punten |
| Federica Foghetti | vrouwen   | 32e       | 4228 punten |

### Paardensport
| Olympiër                                                            | Onderdeel   | Resultaat | Prestatie                                                               |
| Eventing                                                            | Eventing    | Eventing  | Eventing                                                                |
| ------------------------------------------------------------------- | ----------- | --------- | ----------------------------------------------------------------------- |
| Susanna Bordone                                                     | individueel | 56e       | 125 strafpunten                                                         |
| Stefano Brecciaroli                                                 | individueel | 35e       | 80 strafpunten                                                          |
| Fabio Magni                                                         | individueel | 48e       | 100,80 strafpunten                                                      |
| Giovanni Menchi                                                     | individueel | 24e       | 88,40 strafpunten                                                       |
| Susanna Bordone Stefano Brecciaroli Fabio Magni Giovanni Menchi     | team        | 10e       | 257,20 strafpunten                                                      |
| Springconcours                                                      |             |           |                                                                         |
| Roberto Arioldi                                                     | individueel | 56e       | kwalificatie: 56ste met 48 strafpunten                                  |
| Bruno Chimirri                                                      | individueel | 21e       | kwalificatie: 27ste met 18 strafpunten finale: 21ste met 23 strafpunten |
| Vincenzo Chimirri                                                   | individueel | 46e       | kwalificatie: 46ste met 32 strafpunten                                  |
| Juan Carlos Garcia                                                  | individueel | 16e       | kwalificatie: 9de met 9 strafpunten finale: 16de met 20 strafpunten     |
| Roberto Arioldi Bruno Chimirri Vincenzo Chimirri Juan Carlos Garcia | team        | 7e        | 44 strafpunten                                                          |

### Roeien
| Olympiër | Onderdeel              | Resultaat | Prestatie |
| --- | ---------------------- | --------- | --- |
| Matteo Stefanini | skiff (m)              | 19e       | serie 6: 3de in 7.31,54 herkansingen: 4de in 7.08,91 halve finale D/E: 2de in 7.10,34 finale D: 1ste in 6.57,16 |
| Elia Luini Leonardo Pettinari | lichte dubbel-twee (m) | 12e       | serie 1: 2de in 6.19,82 herkansingen: 2de in 6.21,22 halve finale 2: 5de in 6.23,72 finale B: 6de in 7.01,86    |
| Rossano Galtarossa Alessio Sartori | dubbel-twee (m)        | Brons     | serie 2: 1ste in 6.40,82 halve finale 1: 1ste in 6.11,49 finale: 3de in 6.32,93                                 |
| Giuseppe de Vita Dario Lari | twee-zonder (m)        | 8e        | serie 3: 3de in 7.03,12 halve finale 1: 5de in 6.31,26 finale B: 2de in 6.22,08                                 |
| Alessandro Corona Federico Gattinoni Simone Raineri Simone Venier                                                                        | dubbel-vier (m)        | 10e       | serie 2: 3de in 5.45,84 halve finale 1: 5de in 5.47,38 finale B: 4de in 6.06,91                                 |
| Catello Amarante Salvatore Amitrano Lorenzo Bertini Bruno Mascarenhas                                                                    | lichte vier-zonder (m) | Brons     | serie 2: 2de in 5.52,17 halve finale 1: 1ste in 5.55,02 finale: 3de in 5.58,87                                  |
| Luca Agamennoni Dario Dentale Raffaello Leonardo Lorenzo Porzio                                                                          | vier-zonder (m)        | Brons     | serie 2: 2de in 6.22,58 halve finale 1: 3de in 5.52,12 finale: 3de in 6.10,41                                   |
| Sergio Canciani Pierpaolo Frattini Luca Ghezzi Gaetano Iannuzzi Niccolò Mornati Carlo Mornati Marco Penna Valerio Pinton Aldo Tramontano | acht (m)               | 7e        | serie 2: 3de in 5.30,16 herkansingen: 3de in 5.34,56 finale B: 1ste in 5.49,43                                  |
| |                        |           | |
| Gabriella Bascelli Elisabetta Sancassani                                                                                                 | dubbel-twee (v)        | 8e        | serie 2: 5de in 7.46,66 herkansingen: 3de in 7.01,63 finale B: 2de in 6.54,51                                   |

### Schermen
| Olympiër                                    | Onderdeel       | Resultaat | Prestatie |
| ------------------------------------------- | --------------- | --------- | --- |
| Alfredo Rota                                | degen (m)       | 9e        | 1ste ronde: vrij 2de ronde: W van ROU Nyisztor: 15-8 3de ronde: V van USA Thompson: 13-15 |
| Andrea Cassara                              | floret (m)      | Brons     | 1ste ronde: vrij 2de ronde: W van USA Tiomkin: 15-3 3de ronde: W van KOR Park: 15-13 kwartfinale: W van GBR Richard Kruse: 15-8 halve finale: V van FRA Guyart: 14-15 bronzen finale: W van RUS Ganeyev: 15-12 |
| Salvatore Sanzo                             | floret (m)      | Zilver    | 1ste ronde: vrij 2de ronde: W van VEN Rodríguez: 15-7 3de ronde: W van KOR Ha: 15-6 kwartfinale: W van CHN Wu: 15-10 halve finale: W van RUS Ganeyev: 15-12 finale: V van FRA Guyart: 13-15                    |
| Simone Vanni                                | floret (m)      | 5e        | 1ste ronde: vrij 2de ronde: W van CAN McGuire: 15-12 3de ronde: W van FRA Le Péchoux: 15-8 kwartfinale: V van RUS Ganeyev: 14-15                                                                               |
| Andrea Cassara Salvatore Sanzo Simone Vanni | floret team (m) | Goud      | 1ste ronde: W van Egypte: 45-20 halve finale: W van Rusland: 45-27 finale: W van China: 45-42 |
| Aldo Montano                                | sabel (m)       | Goud      | 1ste ronde: vrij 2de ronde: W van GRE Manetas: 15-12 3de ronde: W van USA Smart: 15-7 kwartfinale: W van RUS Sharikov: 15-13 halve finale: W van BLR Lapkes: 15-6 finale: W van HUN Nemcsik: 15-14             |
| Gianpiero Pastore                           | sabel (m)       | 17e       | 1ste ronde: vrij 2de ronde: V van USA Lee: 9-15 |
| Luigi Tarantino                             | sabel (m)       | 9e        | 1ste ronde: vrij 2de ronde: W van USA Rogers: 15-3 3de ronde: V van UKR Tretiak: 8-15 |
| Andrea Cassara Salvatore Sanzo Simone Vanni | floret team (m) | Goud      | 1ste ronde: W van Egypte: 45-20 halve finale: W van Rusland: 45-27 finale: W van China: 45-42 |
|                                             |                 |           | |
| Cristiana Cascioli                          | degen (v)       | 9e        | 1ste ronde: vrij 2de ronde: W van JPN Ikeda: 15-14 3de ronde: V van HUN Nagy: 13-15 |
| Margherita Granbassi                        | floret (v)      | Brons     | 1ste ronde: vrij 2de ronde: V van FRA Wuillèùe: 9-15 |
| Giovanna Trillini                           | floret (v)      | Zilver    | 1ste ronde: vrij 2de ronde: W van JPN Sugawara: 15-2 kwartfinale: W van HUN Varga: 15-11 halve finale: W van HUN Mohamed: 15-7 finale: V van ITA Vezzali: 11-15                                                |
| Valentina Vezzali                           | floret (v)      | Goud      | 1ste ronde: vrij 2de ronde: W van VEN González: 15-4 kwartfinale: W van FRA Wuillème: 15-8 halve finale: W van POL Gruchała: 15-13 finale: W van ITA Trillini: 15-11                                           |
| Gioia Marzocca                              | sabel (v)       | 9e        | 1ste ronde: vrij 2de ronde: V van AZE Jemayeva: 6-15 |

### Schietsport
| Olympiër           | Onderdeel                  | Resultaat | Prestatie                                                                     |
| ------------------ | -------------------------- | --------- | ----------------------------------------------------------------------------- |
| Marco de Nicolo    | 10m luchtgeweer (m)        | 24e       | kwalificatie: 24ste met 590 punten (94-99-99-100-99-99)                       |
| Marco de Nicolo    | 50m geweer 3 houdingen (m) | 31e       | kwalificatie: 31ste met 1148 punten (398-377-373)                             |
| Marco de Nicolo    | 50m geweer liggend (m)     | 5e        | kwalificatie: 8ste met 595 punten (98-100-99-100-100-98)                      |
| Francesco Bruno    | 50m pistool (m)            | 12e       | kwalificatie: 12de met 556 punten (94-91-97-91-93-90)                         |
| Vigilio Fait       | 50m pistool (m)            | 12e       | kwalificatie: 12de met 556 punten (94-88-92-92-96-94)                         |
| Francesco Bruno    | 10m luchtpistool (m)       | 17e       | kwalificatie: 17de met 578 punten (94-96-99-96-96-97)                         |
| Vigilio Fait       | 10m luchtpistool (m)       | 23e       | kwalificatie: 23ste met 576 punten (97-95-93-96-98-97)                        |
| Andrea Benelli     | skeet (m)                  | Goud      | kwalificatie: 2de met 124 punten (24-25-25-25-25) finale: 1ste met 149 punten |
| Ennio Falco        | skeet (m)                  | 21e       | kwalificatie: 21ste met 119 punten (23-24-24-25-23)                           |
| Giovanni Pellielo  | trap (m)                   | Zilver    | kwalificatie: 3de met 122 punten (24-25-25-24-24) finale: 2de met 146 punten  |
| Marco Venturini    | trap (m)                   | 27e       | kwalificatie: 27ste met 112 punten (22-23-22-23-22)                           |
| Daniele di Spigno  | dubbeltrap (m)             | 7e        | kwalificatie: 7de met 134 punten (44-44-46)                                   |
| Marco Innocenti    | dubbeltrap (m)             | 17e       | kwalificatie: 17de met 127 punten (41-43-43)                                  |
|                    |                            |           |                                                                               |
| Sabrina Sena       | 10m luchtgeweer (v)        | 32e       | kwalificatie: 32ste met 390 punten (99-97-97-97)                              |
| Valentina Turisini | 10m luchtgeweer (v)        | 12e       | kwalificatie: 12de met 395 punten (99-99-98-99)                               |
| Valentina Turisini | 50m geweer 3 houdingen (v) | Zilver    | kwalificatie: 3de met 585 punten (197-193-195) finale: 2de met 685,9 punten   |
| Chiara Cainero     | skeet (v)                  | 8e        | kwalificatie: 8ste met 67 punten (24-19-24)                                   |
| Roberta Pelosi     | trap (v)                   | 8e        | kwalificatie: 9de met 58 punten (20-15-23)                                    |

### Schoonspringen
| Olympiër               | Onderdeel     | Resultaat | Prestatie                                                                                            |
| ---------------------- | ------------- | --------- | --- |
| Nicola Marconi         | 3m plank (m)  | 20e       | voorronde: 20ste met 384,3 punten                                                                    |
| Tommaso Marconi        | 3m plank (m)  | 24e       | voorronde: 24ste met 378,72 punten                                                                   |
| Frankrijksco Dell'uomo | 10m toren (m) | 9e        | voorronde: 14de met 426,12 punten halve finale: 12de met 610,41 punten finale: 9de met 628,77 punten |
| Massimiliano Mazzucchi | 10m toren (m) | 20e       | voorronde: 20ste met 405,18 punten                                                                   |
|                        |               |           | |
| Tania Cagnotto         | 3m plank (v)  | 8e        | voorronde: 10de met 298,77 punten halve finale: 9de met 529,92 punten finale: 8ste met 550,38 punten |
| Valentina Marocchi     | 3m plank (v)  | 23e       | voorronde: 23ste met 243,45 punten                                                                   |
| Tania Cagnotto         | 10m toren (v) | 8e        | voorronde: 8ste met 339,15 punten halve finale: 7de met 256,44 punten finale: 8ste met 518,67 punten |
| Valentina Marocchi     | 10m toren (v) | 32e       | voorronde: 32ste met 221,85 punten                                                                   |

### Softbal
| Olympiër | Onderdeel | Resultaat | Prestatie |
| --- | --------- | --------- | --- |
| Marta Gambella Daniela Castellani Susan Bugliarello Frankrijksca Francolini Nicole Di Salvio Eva Trevisan Sabrina Del Mastio Natalia Cimin Jennifer Spediacci Natalie Anter Samanta Bardini Ilaria Pino Stefania Vitaliani Leslie Malerich Annalisa Turci | vrouwen   | 8e        | groepsfase: 8ste V van Verenigde Staten: 0-7 W van China: 7-5 V van Griekenland: 1-2 V van Australië: 0-8 V van Chinees Taipei: 0-1 V van Japan: 0-1 V van Canada: 0-1 |

| Groepsfase |                  |             |             |             |    |    |     |        |
| #          | Land             | Wedstrijden | Wedstrijden | Wedstrijden |    |    |     | Punten |
| #          | Land             | G           | W           | V           |    |    |     | Punten |
| 1          | Verenigde Staten | 7           | 7           | 0           | 41 | 0  | +41 | 1000   |
| 2          | Australië        | 7           | 6           | 1           | 22 | 14 | +8  | .857   |
| 3          | Japan            | 7           | 4           | 3           | 17 | 8  | +9  | .571   |
| 4          | China            | 7           | 3           | 4           | 15 | 20 | -5  | .429   |
| 5          | Canada           | 7           | 3           | 4           | 6  | 14 | -8  | .429   |
| 6          | Chinees Taipei   | 7           | 2           | 5           | 3  | 13 | -10 | .286   |
| 7          | Griekenland      | 7           | 2           | 5           | 6  | 24 | -18 | .286   |
| 8          | Italië           | 7           | 1           | 6           | 8  | 24 | -16 | .143   |

| Ronde       | Datum  | Plaats    | Land | Score            | Land |
| ----------- | ------ | --------- | ---- | ---------------- | ---- |
| Groepsfase  |        |           |      |                  |      |
| 14 augustus | Athene | Italië    | 0-7  | Verenigde Staten |      |
| 15 augustus | Athene | Italië    | 7-5  | China            |      |
| 16 augustus | Athene | Italië    | 1-2  | Griekenland      |      |
| 17 augustus | Athene | Australië | 8-0  | Italië           |      |
| 18 augustus | Athene | Italië    | 0-1  | Chinees Taipei   |      |
| 19 augustus | Athene | Italië    | 0-1  | Japan            |      |
| 20 augustus | Athene | Italië    | 0-1  | Canada           |      |

### Synchroonzwemmen
| Olympiër | Onderdeel | Resultaat | Prestatie                                                          |
| --- | --------- | --------- | ------------------------------------------------------------------ |
| Beatrice Spaziani Lorena Zaffalon                                                                                              | duet      | 8e        | kwalificatie: 7de met 93,417 punten finale: 8ste met 93,250 punten |
| Monica Cirulli Costanza Fiorentini Joey Paccagnella Elisa Plaisant Sara Savoia Beatrice Spaziani Lorena Zaffalon Laura Zanazza | team      | 7e        | 94,084 punten                                                      |

### Taekwondo
| Olympiër            | Onderdeel | Resultaat | Prestatie |
| ------------------- | --------- | --------- | --- |
| Carlo Molfetta      | -68kg (m) | 7e        | 1ste ronde: V van IRI Saei: scheidsrechterlijke beslissing herkansingen: V van BRA Silva: walk-over                                                    |
|                     |           |           | |
| Cristiana Corsi     | -57kg (v) | 5e        | 1ste ronde: W van FRA Epangue: 2-0 2de ronde: V van USA Abdallah: 2-3 herkansingen: W van RUS Mkrtchyan: 5-2 herkansingen 2: V van MEX Salazar: 2-3    |
| Daniela Castrignano | +67kg (v) | 5e        | 1ste ronde: W van MAR Bourguigue: 6-4 2de ronde: V van FRA Baverel: 8-8 herkansingen: W van CAN Bosshart: 6-3 herkansingen 2: V van BRA Falavigna: 3-6 |

### Tennis
| Olympiër                               | Onderdeel      | Resultaat | Prestatie |
| -------------------------------------- | -------------- | --------- | --- |
| Filippo Volandri                       | enkelspel (m)  | 33e       | 1ste ronde: V van FRA Santoro: 1-6, 2-6 |
|                                        |                |           | |
| Maria Elena Camerin                    | enkelspel (v)  | 17e       | 1ste ronde: W van BIH Jugić-Salkić: 6-3, 6-4 2de ronde: V van FRA Mauresmo: 0-6, 1-6                                                                                         |
| Silvia Farina-Elia                     | enkelspel (v)  | 17e       | 1ste ronde: W van FRA Testud: 6-2, 6-0 2de ronde: V van USA Raymond: 1-6, 2-6                                                                                                |
| Tathiana Garbin                        | enkelspel (v)  | 17e       | 1ste ronde: W van ISR Smashnova: 6-2, 6-1 2de ronde: V van AUS Pratt: 6-1, 6-7(5), 2-6                                                                                       |
| Francesca Schiavone                    | enkelspel (v)  | 5e        | 1ste ronde: W van JPN Asagoe: 6-3, 7-6(4) 2de ronde: W van KOR Cho: 2-6, 7-6(0), 6-4 3de ronde: W van COL Zuluaga: 6-7(5), 6-1, 6-3 kwartfinale: V van RUS Myskina: 1-6, 2-6 |
| Silvia Farina-Elia Francesca Schiavone | dubbelspel (v) | 9e        | 1ste ronde: W van SVK Kurhajcová/Suchá: 6-2, 6-4 2de ronde: V van CHN Li/Sun: 1-6, 6-7(1)                                                                                    |
| Tathiana Garbin Roberta Vinci          | dubbelspel (v) | 9e        | 1ste ronde: W van AUS Pratt/Stosur: 6-0, 6-1 2de ronde: V van ESP Martínez/Pascual: 3-6,32-6                                                                                 |

### Tafeltennis
| Olympiër                       | Onderdeel      | Resultaat | Prestatie |
| ------------------------------ | -------------- | --------- | --- |
| Yang Min                       | enkelspel (m)  | 33e       | 1ste ronde: W van VIE Kien: 4-1 (11-5, 11-13, 11-7, 11-5, 11-5) 2de ronde: V van SWE Karlsson: 3-4 (9-11, 4-11, 8-11, 11-9, 11-7, 13-11, 9-11) |
| Massimiliano Mondello Yang Min | dubbelspel (m) | 33e       | 1ste ronde: V van AUS Hanzell/Zalcberg: 1-4 (6-11, 11-8, 7-11, 7-11, 5-11) |
|                                |                |           | |
| Laura Negrisoli                | enkelspel (v)  | 33e       | 1ste ronde: W van VEN Ramos: 4-1 (11-9, 11-5, 11-6, 8-11, 11-3) 2de ronde: V van RUS Ganina: 2-4 (9-11, 12-14, 11-7, 11-3, 6-11, 9-11) |
| Nikoleta Stefanova             | enkelspel (v)  | 33e       | 1ste ronde: W van ALG Menaifi: 4-0 (11-6, 11-8, 11-6, 11-6) 2de ronde: V van GER Schöpp: 1-4 (5-11, 13-11, 5-11, 10-12, 7-11) |
| Tan Wenling                    | enkelspel (v)  | 17e       | 1ste ronde: vrij 2de ronde: W van TPE Huang: 4-2 (11-2, 9-11, 11-9, 9-11, 13-11, 11-7) 3de ronde: V van KOR Kim: 1-4 (11-9, 7-11, 5-11, 3-11, 9-11) |
| Nikoleta Stefanova Tan Wenling | dubbelspel (v) | 9e        | 1ste ronde: vrij 2de ronde: W van NGR Kaffo/Oshonaike: 4-3 (11-9, 11-6, 12-10, 10-12, 5-11, 10-12, 11-9) 3de ronde: W' van BLR Kostromina/Pawlovitsj: 4-2 (11-7, 10-12, 11-3, 11-5, 11-7, 11-7) 4de ronde: V van CHN Wang/Zhang: 0-4 (6-11, 3-11, 10-12, 12-14) |

### Triatlon
| Olympiër         | Onderdeel | Resultaat | Prestatie  |
| ---------------- | --------- | --------- | ---------- |
| Nadia Cortassa   | vrouwen   | 5e        | 2:05.45,35 |
| Silvia Gemignani | vrouwen   | 21e       | 2:08.56,94 |
| Beatrice Lanza   | vrouwen   | 15e       | 2:07.59,26 |

### Voetbal
| Olympiër | Onderdeel | Resultaat | Prestatie |
| --- | --------- | --------- | --- |
| Andrea Barzagli Daniele Bonera Cesare Bovo Giorgio Chiellini Simone Del Nero Daniele De Rossi Marco Donadel Matteo Ferrari Andrea Gasbarroni Alberto Gilardino Giandomenico Mesto Emiliano Moretti Angelo Palombo Ivan Pelizzoli Giampiero Pinzi Andrea Pirlo Giuseppe Sculli | mannen    | Brons     | groep B: 2de G van Ghana: 2-2 W van Japan: 3-2 V van Paraguay: 0-1 kwartfinale: W van Mali: 1-0 halve finale: V van Argentinië: 0-3 bronzen finale: W van Irak: 1-0 |

| Groep B |          |             |             |             |             |            |            |            |        |
| #       | Land     | Wedstrijden | Wedstrijden | Wedstrijden | Wedstrijden | Doelpunten | Doelpunten | Doelpunten | Punten |
| #       | Land     | G           | W           | G           | V           | V          | T          | Saldo      | Punten |
| 1       | Paraguay | 3           | 2           | 0           | 1           | 6          | 5          | +1         | 6      |
| 2       | Italië   | 3           | 1           | 1           | 1           | 5          | 5          | 0          | 4      |
| 3       | Ghana    | 3           | 1           | 1           | 1           | 4          | 4          | 0          | 4      |
| 4       | Japan    | 3           | 1           | 0           | 2           | 6          | 7          | -1         | 3      |

| Ronde          | Datum        | Plaats   | Land | Score      | Land |
| -------------- | ------------ | -------- | ---- | ---------- | ---- |
| Groepsfase     |              |          |      |            |      |
| 12 augustus    | Volos        | Ghana    | 2-2  | Italië     |      |
| 15 augustus    | Volos        | Japan    | 2-3  | Italië     |      |
| 18 augustus    | Piraeus      | Paraguay | 1-0  | Italië     |      |
| Kwartfinale    |              |          |      |            |      |
| 21 augustus    | Piraeus      | Mali     | 0-1  | Italië     |      |
| Halve finale   |              |          |      |            |      |
| 24 augustus    | Piraeus      | Italië   | 0-3  | Argentinië |      |
| Bronzen finale |              |          |      |            |      |
| 27 augustus    | Thessaloniki | Italië   | 1-0  | Irak       |      |

### Volleybal

#### Beach
| Olympiër                          | Onderdeel | Resultaat | Prestatie |
| --------------------------------- | --------- | --------- | --- |
| Daniela Gattelli Lucilla Perrotta | vrouwen   | 5e        | groep B: 2de V van CUB Fernández/Larrea: 1-2 (17-21, 21-18, 10-15) W van RSA Naidoo/Willand: 2-0 (21-18, 21-14) V van BRA Bede/Behar: 0-2 (17-21, 17-21) 2de ronde: W van GER Lahme/Müsch: 2-1 (16-21, 21-17, 21-19) kwartfinale: V van AUS Cook/Sanderson: 1-2 (16-21, 21-14, 12-15) |

#### Indoor
Mannen
| Olympiër | Onderdeel | Resultaat | Prestatie |
| --- | --------- | --------- | --- |
| Matej Černič Alberto Cisolla Paolo Cozzi Alessandro Fei Andrea Giani Luigi Mastrangelo Samuele Papi Damiano Pippi Andrea Sartoretti Venceslav Simeonov Paolo Tofoli Valerio Vermiglio | zaal (m)  | Zilver    | groep B: 2de W van Verenigde Staten: 3-1 (25-21, 21-25, 25-17, 25-23) V van Brazilië: 2-3 (21-25, 25-15, 16-25, 25-21, 31-33) W van Australië: 3-0 (25-20, 25-18, 25-21) W van Nederland: 3-0 (25-19, 25-21, 25-20) V van Rusland: 2-3 (16-25, 22-25, 25-22, 25-23, 13-15) kwartfinale: W van Argentinië: 3-1 (22-25, 25-22, 26-24, 28-26) halve finale: W van Rusland: 3-0 (25-16, 25-17, 25-16) finale: V van Brazilië: 1-3 (15-25, 26-24, 20-25, 22-25) |

| Groep B |                  |             |             |             |             |             |             |        |        |        |        |
| #       | Land             | Wedstrijden | Wedstrijden | Wedstrijden | Wedstrijden | Wedstrijden | Wedstrijden | Punten | Punten | Punten | Punten |
| #       | Land             | G           | W           | V           | SW          | SV          | SR          | SPW    | SPL    | Saldo  | Punten |
| 1       | Brazilië         | 5           | 4           | 1           | 13          | 7           | +6          | 483    | 431    | +52    | 9      |
| 2       | Italië           | 5           | 3           | 2           | 13          | 7           | +6          | 465    | 434    | +31    | 8      |
| 3       | Verenigde Staten | 5           | 3           | 2           | 11          | 8           | +3          | 437    | 423    | +14    | 8      |
| 4       | Rusland          | 5           | 3           | 2           | 11          | 9           | +2          | 452    | 430    | +22    | 8      |
| 5       | Nederland        | 5           | 2           | 3           | 7           | 11          | -4          | 391    | 419    | -28    | 7      |
| 6       | Australië        | 5           | 0           | 5           | 2           | 15          | -13         | 331    | 422    | -91    | 5      |

| Ronde        | Datum  | Plaats     | Land | Score            | Land |
| ------------ | ------ | ---------- | ---- | ---------------- | ---- |
| Groepsfase   |        |            |      |                  |      |
| 15 augustus  | Athene | Italië     | 3-1  | Verenigde Staten |      |
| 17 augustus  | Athene | Brazilië   | 3-2  | Italië           |      |
| 19 augustus  | Athene | Italië     | 3-0  | Australië        |      |
| 21 augustus  | Athene | Italië     | 3-0  | Nederland        |      |
| 23 augustus  | Athene | Rusland    | 3-2  | Italië           |      |
| Kwartfinale  |        |            |      |                  |      |
| 25 augustus  | Athene | Argentinië | 1-3  | Italië           |      |
| Halve finale |        |            |      |                  |      |
| 27 augustus  | Athene | Rusland    | 0-3  | Italië           |      |
| Finale       |        |            |      |                  |      |
| 29 augustus  | Athene | Italië     | 1-3  | Brazilië         |      |

Vrouwen
| Olympiër | Onderdeel | Resultaat | Prestatie |
| --- | --------- | --------- | --- |
| Jenny Barazza Antonella Del Core Paola Cardullo Nadia Centoni Francesca Ferretti Manuela Leggeri Eleonora Lo Bianco Paola Paggi Francesca Piccinini Simona Rinieri Manuela Secolo Elisa Togut | zaal (v)  | 5e        | groep A: 2de W van Zuid-Korea: 3-0 (25-17, 25-19, 25-13) W van Japan: 3-0 (25-16, 25-13, 25-17) V van Brazilië: 3-2 (25-19, 13-25, 25-22, 16-25, 13-15) W van Kenia: 3-0 (25-17, 25-13, 25-14) W van Griekenland: 3-0 (25-19, 25-19, 25-22) kwartfinale: V van Cuba: 2-3 (23-25, 25-14, 25-22, 14-25, 12-15) |

| Groep A |             |             |             |             |             |             |             |        |        |        |        |
| #       | Land        | Wedstrijden | Wedstrijden | Wedstrijden | Wedstrijden | Wedstrijden | Wedstrijden | Punten | Punten | Punten | Punten |
| #       | Land        | G           | W           | V           | SW          | SV          | SR          | SPW    | SPL    | Saldo  | Punten |
| 1       | Brazilië    | 5           | 5           | 0           | 15          | 2           | +13         | 410    | 326    | +84    | 10     |
| 2       | Italië      | 5           | 4           | 1           | 14          | 3           | +11         | 392    | 305    | +87    | 9      |
| 3       | Zuid-Korea  | 5           | 3           | 2           | 9           | 7           | +2          | 355    | 352    | +3     | 8      |
| 4       | Japan       | 5           | 2           | 3           | 6           | 10          | -4          | 346    | 343    | +3     | 7      |
| 5       | Griekenland | 5           | 1           | 4           | 5           | 12          | -7          | 349    | 383    | -34    | 6      |
| 6       | Kenia       | 5           | 0           | 5           | 0           | 15          | -15         | 236    | 379    | -143   | 5      |

| Ronde       | Datum  | Plaats     | Land | Score       | Land |
| ----------- | ------ | ---------- | ---- | ----------- | ---- |
| Groepsfase  |        |            |      |             |      |
| 14 augustus | Athene | Zuid-Korea | 0-3  | Italië      |      |
| 16 augustus | Athene | Italië     | 3-0  | Japan       |      |
| 18 augustus | Athene | Brazilië   | 3-2  | Italië      |      |
| 20 augustus | Athene | Kenia      | 0-3  | Italië      |      |
| 22 augustus | Athene | Italië     | 3-0  | Griekenland |      |
| Kwartfinale |        |            |      |             |      |
| 24 augustus | Athene | Italië     | 2-3  | Cuba        |      |

### Waterpolo

#### Mannen
| Olympiër | Onderdeel | Resultaat | Prestatie |
| --- | --------- | --------- | --- |
| Stefano Tempesti Francesco Postiglione Leonardo Binchi Fabrizio Buonocore Marco Gerini Roberto Calcaterra Goran Fiorentini Alberto Angelini Maurizio Felugo Alessandro Calcaterra Bogdan Rath Carlo Silipo Fabio Bencivegna | mannen    | 8e        | groep B: 4de V van Spanje: 4-5 W van Australië: 8-4 W van Duitsland: 10-5 W van Egypte: 13-4 V van Griekenland: 4-6 7-10de plek: W van Kroatië: 11-7 7-8ste plek: V van Verenigde Staten: 8-9 |

| Groep B |             |             |             |             |             |        |        |        |        |
| #       | Land        | Wedstrijden | Wedstrijden | Wedstrijden | Wedstrijden | Punten | Punten | Punten | Punten |
| #       | Land        | G           | W           | G           | V           | V      | T      | Saldo  | Punten |
| 1       | Griekenland | 5           | 4           | 0           | 1           | 43     | 27     | +16    | 8      |
| 2       | Duitsland   | 5           | 3           | 1           | 1           | 40     | 28     | +12    | 7      |
| 3       | Spanje      | 5           | 3           | 0           | 2           | 35     | 31     | +4     | 6      |
| 4       | Italië      | 5           | 3           | 0           | 2           | 39     | 24     | +15    | 6      |
| 5       | Australië   | 5           | 1           | 1           | 3           | 37     | 35     | +2     | 4      |
| 6       | Egypte      | 5           | 0           | 0           | 5           | 18     | 67     | −49    | 0      |

| Ronde       | Datum  | Plaats           | Land | Score     | Land |
| ----------- | ------ | ---------------- | ---- | --------- | ---- |
| Groepsfase  |        |                  |      |           |      |
| 15 augustus | Athene | Italië           | 4-5  | Spanje    |      |
| 17 augustus | Athene | Australië        | 4-8  | Italië    |      |
| 19 augustus | Athene | Italië           | 10-5 | Duitsland |      |
| 21 augustus | Athene | Egypte           | 4-13 | Italië    |      |
| 23 augustus | Athene | Griekenland      | 6-4  | Italië    |      |
| 7-10de plek |        |                  |      |           |      |
| 27 augustus | Athene | Italië           | 11-7 | Kroatië   |      |
| 7-8ste plek |        |                  |      |           |      |
| 29 augustus | Athene | Verenigde Staten | 9-8  | Italië    |      |

#### Vrouwen
| Olympiër | Onderdeel | Resultaat | Prestatie |
| --- | --------- | --------- | --- |
| Carmela Allucci Alexandra Araujo Silvia Bosurgi Francesca Conti Tania di Mario Elena Gigli Melania Grego Giusi Malato Martina Miceli Maddalena Musumeci Cinzia Ragusa Noémi Tóth Manuela Zanchi | vrouwen   | Goud      | groep B: 2de V van Australië: 5-6 W van Griekenland: 7-2 W van Kazachstan: 8-6 kwartfinale: W van Hongarije: 8-5 halve finale: W van Verenigde Staten: 6-5 finale: W van Griekenland: 10-9 |

| Groep B |             |             |             |             |             |        |        |        |        |
| #       | Land        | Wedstrijden | Wedstrijden | Wedstrijden | Wedstrijden | Punten | Punten | Punten | Punten |
| #       | Land        | G           | W           | G           | V           | V      | T      | Saldo  | Punten |
| 1       | Australië   | 3           | 2           | 0           | 1           | 43     | 27     | +16    | 8      |
| 2       | Italië      | 3           | 2           | 1           | 0           | 40     | 28     | +12    | 7      |
| 3       | Griekenland | 3           | 1           | 1           | 1           | 35     | 31     | +4     | 6      |
| 4       | Kazachstan  | 3           | 0           | 0           | 3           | 39     | 24     | +15    | 6      |

| Ronde        | Datum  | Plaats           | Land | Score      | Land |
| ------------ | ------ | ---------------- | ---- | ---------- | ---- |
| Groepsfase   |        |                  |      |            |      |
| 16 augustus  | Athene | Australië        | 6-5  | Italië     |      |
| 18 augustus  | Athene | Griekenland      | 2-7  | Italië     |      |
| 20 augustus  | Athene | Italië           | 8-6  | Kazachstan |      |
| Kwartfinale  |        |                  |      |            |      |
| 22 augustus  | Athene | Italië           | 8-5  | Hongarije  |      |
| Halve finale |        |                  |      |            |      |
| 24 augustus  | Athene | Verenigde Staten | 5-6  | Italië     |      |
| Finale       |        |                  |      |            |      |
| 26 augustus  | Athene | Griekenland      | 9-10 | Italië     |      |

### Wielersport
| Olympiër         | Onderdeel        | Resultaat | Prestatie      |
| Baan             | Baan             | Baan      | Baan           |
| ---------------- | ---------------- | --------- | -------------- |
| Angelo Ciccone   | puntenkoers (m)  | 8e        | 49 punten      |
|                  |                  |           |                |
| Vera Carrara     | puntenkoers (v)  | 5e        | 8 punten       |
| Mountainbike     |                  |           |                |
| Marco Bui        | mannen           | 10e       | 2:20.45        |
| Yader Zoli       | mannen           | 35e       | 2:31.39        |
| Mountainbike     |                  |           |                |
| Paola Pezzo      | vrouwen          | DNF       | niet gefinisht |
| Weg              |                  |           |                |
| Filippo Pozzato  | tijdrit (m)      | DNS       | niet gestart   |
| Paolo Bettini    | wegwedstrijd (m) | Goud      | 5:41.44        |
| Cristian Moreni  | wegwedstrijd (m) | 46e       | 5:44.13        |
| Daniele Nardello | wegwedstrijd (m) | 38e       | 5:42.03        |
| Luca Paolini     | wegwedstrijd (m) | 39e       | 5:42.03        |
| Filippo Pozzato  | wegwedstrijd (m) | 67e       | 5:50.35        |
|                  |                  |           |                |
| Tatiana Guderzo  | tijdrit (v)      | 21e       | 34.14,47       |
| Giorgia Bronzini | wegwedstrijd (v) | 37e       | 3:28.39        |
| Noemi Cantele    | wegwedstrijd (v) | 13e       | 3:25.42        |
| Tatiana Guderzo  | wegwedstrijd (v) | 26e       | 3:25.42        |

### Worstelen
| Olympiër              | Onderdeel   | Resultaat   | Prestatie                                                                                 |
| Vrije stijl           | Vrije stijl | Vrije stijl | Vrije stijl                                                                               |
| --------------------- | ----------- | ----------- | ----------------------------------------------------------------------------------------- |
| Salvatore Rinella     | -74kg (m)   | 7e          | groep 5: 2de W van AUS Abdo: 11-0 V van BLR Gaidarov: 2-4                                 |
| Francesco Miano-Petta | -120kg (m)  | 10e         | groep 5: 3de V van USA McCoy: 0-7 V van KAZ Mutalimov: 0-3 W van KGZ Mildzihov: walk-over |
|                       |             |             |                                                                                           |
| Diletta Giampiccolo   | -55kg (m)   | 10e         | groep 3: 3de V van CHN Sun: 2-4 V van JPN Yoshida: 0-10                                   |
| Katarzyna Juszczak    | -55kg (m)   | 11e         | groep 3: 3de V van CHN Wang: 0-5 V van CAN Nordhagen: 2-5                                 |
| Grieks-Romeins        |             |             |                                                                                           |
| Paolo Fucile          | -60kg (m)   | 22e         | groep 5: 3de V van GEO Chachua: 0-10 V van KAZ Koizhaiganov: 0-7                          |
| Andrea Minguzzi       | -84kg (m)   | 17e         | groep 1: 3de V van ARM Geghamyan: 0-11 V van BLR Makaranka: 0-3                           |

### Zeilen
| Olympiër                                      | Onderdeel   | Resultaat | Prestatie                                               |
| --------------------------------------------- | ----------- | --------- | ------------------------------------------------------- |
| Riccardo Giordano                             | mistral (m) | 26e       | 234 punten: (13-8-29-22-19-21-20-OCS-32-DNF-DNS)        |
| Michele Marchesini                            | finn (m)    | 24e       | 201 punten: (21-20-20-24-24-24-6-25-23-15-24)           |
| Andrea Trani Gabrio Zandonà                   | 470 (m)     | 10e       | 109 punten: (21-23-7-12-11-22-13-5-7-8-3)               |
| Francesco Bruni Guido Vignar                  | star (m)    | 7e        | 75 punten: (13-5-9-4-16-12-3-8-2-5-14)                  |
|                                               |             |           |                                                         |
| Alessandra Sensini                            | mistral (v) | Brons     | 34 punten: (7-1-6-3-1-2-3-6-3-2-7)                      |
| Larissa Nevierov                              | europe (v)  | 16e       | 144 punten: (23-10-6-4-17-19-17-18-17-18-18)            |
| Myriam Cutolo Elisabetta Saccheggiani         | europe (v)  | 20e       | 141 punten: (16-19-18-20-10-19-20-4-17-8-10)            |
| Angela Baroni Giulia Conti Alessandra Marenzi | yngling (v) | 14e       | 106 punten: (16-12-7-7-13-15-6-11-14-14-7)              |
|                                               |             |           |                                                         |
| Diego Negri                                   | laser       | 13e       | 139 punten: (20-12-19-1-OCS-21-15-13-15-21)             |
| Gianfranco Sibello Piero Sibello              | 49er        | 14e       | 138 punten: (DSQ-1-4-12-11-17-4-9-14-15-16-5-9-17-5-16) |
| Edoardo Bianchi Franceso Marcolin             | tornado     | 10e       | 78 punten: (DNF-6-3-7-11-16-10-2-8-9-6)                 |

### Zwemmen
| Olympiër                                                                           | Onderdeel             | Resultaat | Prestatie                                                                      |
| ---------------------------------------------------------------------------------- | --------------------- | --------- | ------------------------------------------------------------------------------ |
| Michele Scarica                                                                    | 50m vrije slag (m)    | 25e       | serie 9: 6de in 22,80                                                          |
| Lorenzo Vismara                                                                    | 50m vrije slag (m)    | 22e       | serie 10: 5de in 22,70                                                         |
| Filippo Magnini                                                                    | 100m vrije slag (m)   | 5e        | serie 9: 3de in 49,58 halve finale 2: 3de in 48,91 finale: 5de in 48,99        |
| Lorenzo Vismara                                                                    | 100m vrije slag (m)   | 25e       | serie 8: 6de in 50,03                                                          |
| Andrea Beccari                                                                     | 200m vrije slag (m)   | 46e       | serie 6: 8ste in 1.54,00                                                       |
| Emiliano Brembilla                                                                 | 200m vrije slag (m)   | 8e        | serie 8: 3de in 1.47,95 halve finale 2: 4de in 1.47,93 finale: 8ste in 1.48,40 |
| Emiliano Brembilla                                                                 | 400m vrije slag (m)   | 11e       | serie 6: 6de in 3.50,55                                                        |
| Massimiliano Rosolino                                                              | 400m vrije slag (m)   | 5e        | serie 4: 1ste in 3.47,72 finale: 5de in 3.46,25                                |
| Christian Minotti                                                                  | 1500m vrije slag (m)  | 24e       | serie 4: 7de in 15.39,31                                                       |
| Emanuele Merisi                                                                    | 200m rugslag (m)      | 16e       | serie 5: 6de in 2.00,10 halve finale 2: 8ste in 2.00,83                        |
| Paolo Bossini                                                                      | 200m schoolslag (m)   | 4e        | serie 4: 2de in 2.12,09 halve finale 2: 3de in 2.11,76 finale: 4de in 2.11,20  |
| Loris Facci                                                                        | 200m schoolslag (m)   | 40e       | serie 4: 8ste in 2.19,36                                                       |
| Mattia Nalesso                                                                     | 100m vlinderslag (m)  | 23e       | serie 6: 6de in 53,49                                                          |
| Alessio Boggiatto                                                                  | 200m wisselslag (m)   | 10e       | serie 6: 2de in 2.01,30 halve finale 1: 5de in 2.01,27                         |
| Massimiliano Rosolino                                                              | 200m wisselslag (m)   | 11e       | serie 6: 6de in 2.01,56 halve finale 2: 6de in 2.01,29                         |
| Alessio Boggiatto                                                                  | 400m wisselslag (m)   | 4e        | serie 3: 1ste in 4.15,78 finale: 4de in 4.12,28                                |
| Luca Marin                                                                         | 400m wisselslag (m)   | 10e       | serie 4: 4de in 4.16,85                                                        |
| Alessandro Calvi Christian Galenda Filippo Magnini Lorenzo Vismara Michele Scarica | 4x100m vrije slag (m) | 5e        | serie 1: 3de in 3.16,18 finale: 5de in 3.15,75                                 |
| Emiliano Brembilla Simone Cercato Filippo Magnini Massimiliano Rosolino            | 4x200m vrije slag (m) | Brons     | serie 2: 3de in 7.18,26 finale: 3de in 7.11,83                                 |
| Paolo Bossini Emanuele Merisi Mattia Nalesso Giacomo Vassanelli                    | 4x100m wisselslag (m) | DSQ       | serie 1: gediskwalificeerd                                                     |
|                                                                                    |                       |           |                                                                                |
| Cristina Chiuso                                                                    | 50m vrije slag (v)    | 13e       | serie 9: 6de in 25,68 halve finale 1: 6de in 25,37                             |
| Federica Pellegrini                                                                | 100m vrije slag (v)   | 10e       | serie 7: 5de in 55,41 halve finale 2: 5de in 55,30                             |
| Federica Pellegrini                                                                | 200m vrije slag (v)   | Zilver    | serie 5: 2de in 1.59,80 halve finale 1: 1ste in 1.58,02 finale: 2de in 1.58,22 |
| Alessandra Cappa                                                                   | 100m rugslag (v)      | 26e       | serie 6: 8ste in 1.03,50                                                       |
| Alessia Filippi                                                                    | 200m rugslag (v)      | 22e       | serie 3: 6de in 2.17,29                                                        |
| Chiara Boggiatto                                                                   | 100m schoolslag (v)   | 16e       | serie 5: 5de in 1.10,33 halve finale 1: 8ste in 1.10,84                        |
| Chiara Boggiatto                                                                   | 200m schoolslag (v)   | 14e       | serie 3: 4de in 2.30,32 halve finale 1: 8ste in 2.30,76                        |
| Ambra Migliori                                                                     | 100m vlinderslag (v)  | 13e       | serie 4: 3de in 59,47 halve finale 1: 5de in 59,53                             |
| Francesca Segat                                                                    | 100m vlinderslag (v)  | 22e       | serie 5: 7de in 1.00,56                                                        |
| Paola Cavallino                                                                    | 200m vlinderslag (v)  | 7e        | serie 3: 6de in 2.12,34 halve finale 1: 3de in 2.10,23 finale: 7de in 2.10,14  |
| Francesca Segat                                                                    | 200m vlinderslag (v)  | 12e       | serie 3: 3de in 2.11,40 halve finale 2: 7de in 2.11,18                         |
| Alessia Filippi                                                                    | 200m wisselslag (v)   | 21e       | serie 2: 8ste in 2.19,21                                                       |
| Alessia Filippi                                                                    | 400m wisselslag (v)   | 16e       | serie 3: 4de in 4.47,26                                                        |
| Cristina Chiuso Sara Parise Federica Pellegrini Cecilia Vianini                    | 4x100m vrije slag (v) | 10e       | serie 1: 6de in 3.44,88                                                        |
| Cristina Chiuso Alessia Filippi Sara Parise Cecilia Vianini                        | 4x200m vrije slag (v) | 14e       | serie 1: 7de in 8.15,30                                                        |
| Chiara Boggiatto Alessandra Capp Ambra Migliori Federica Pellegrini                | 4x100m wisselslag (v) | DSQ       | serie 1: gediskwalificeerd                                                     |

Afghanistan · Albanië · Algerije · Amerikaanse Maagdeneilanden · Amerikaans-Samoa · Andorra · Angola · Antigua en Barbuda · Argentinië · Armenië · Aruba · Australië · Azerbeidzjan · Bahama's · Bahrein · Bangladesh · Barbados · België · Belize · Benin · Bermuda · Bhutan · Bolivia · Bosnië en Herzegovina · Botswana · Brazilië · Britse Maagdeneilanden · Brunei · Bulgarije · Burkina Faso · Burundi · Cambodja · Canada · Centraal-Afrikaanse Republiek · Chili · China · Chinees Taipei · Colombia · Comoren · Congo-Brazzaville · Congo-Kinshasa · Cookeilanden · Costa Rica · Cuba · Cyprus · Denemarken · Djibouti · Dominica · Dominicaanse Republiek · Duitsland · Ecuador · Egypte · El Salvador · Equatoriaal-Guinea · Eritrea · Estland · Ethiopië · Fiji · Filipijnen · Finland · Frankrijk · Gabon · Gambia · Georgië · Ghana · Grenada · Griekenland · Groot-Brittannië · Guam · Guatemala · Guinee · Guinee‑Bissau · Guyana · Haïti · Honduras · Hongarije · Hongkong · Ierland · IJsland · India · Indonesië · Irak · Iran · Israël · Italië · Ivoorkust · Jamaica · Japan · Jemen · Jordanië · Kaaimaneilanden · Kaapverdië · Kameroen · Kazachstan · Kenia · Kirgizië · Kiribati · Koeweit · Kroatië · Laos · Lesotho · Letland · Libanon · Liberia · Libië · Liechtenstein · Litouwen · Luxemburg · Macedonië · Madagaskar · Malawi · Malediven · Maleisië · Mali · Malta · Marokko · Mauritanië · Mauritius · Mexico · Micronesië · Moldavië · Monaco · Mongolië · Mozambique · Myanmar · Namibië · Nauru · Nederland · Nederlandse Antillen · Nepal · Nicaragua · Nieuw-Zeeland · Niger · Nigeria · Noord-Korea · Noorwegen · Oeganda · Oekraïne · Oezbekistan · Oman · Oostenrijk · Oost‑Timor · Pakistan · Palau · Palestina · Panama · Papoea-Nieuw-Guinea · Paraguay · Peru · Polen · Portugal · Puerto Rico · Qatar · Roemenië · Rusland · Rwanda · Saint Kitts en Nevis · Saint Lucia · Saint Vincent en Grenadines · Salomonseilanden · Samoa · San Marino · Sao Tomé en Principe · Saoedi-Arabië · Senegal · Servië en Montenegro · Seychellen · Sierra Leone · Singapore · Slovenië · Slowakije · Soedan · Somalië · Spanje · Sri Lanka · Suriname · Swaziland · Syrië · Tadzjikistan · Tanzania · Thailand · Togo · Tonga · Trinidad en Tobago · Tsjaad · Tsjechië · Tunesië · Turkije · Turkmenistan · Uruguay · Vanuatu · Venezuela · Verenigde Arabische Emiraten · Verenigde Staten · Vietnam · Wit-Rusland · Zambia · Zimbabwe · Zuid-Afrika · Zuid-Korea · Zweden · Zwitserland